# Gouvernement provisoire de Belgique (1814–1815)
Pour les articles homonymes, voir Gouvernement provisoire de Belgique.
1814–1815
Entités précédentes :
- Départements réunis ( Empire français)

Entités suivantes :
- Royaume uni des Pays-Bas

Le gouvernement provisoire de Belgique, ou gouvernement général de Belgique, a administré les Pays-Bas méridionaux de février 1814 à septembre 1815, soit entre la fin de la période française de l'histoire de Belgique et la création du nouvel état tampon intitulé Royaume uni des Pays-Bas.
En effet, il est créé à la suite de la défaite de la Grande Armée lors de la guerre de la Sixième Coalition et du démembrement progressif du Premier Empire français qui avait annexé la région dès 1795 et l'avait radicalement transformée en y apportant les principes et les valeurs de la Révolution française de 1789, comme, par exemple, en y créant des départements dits « réunis à la France ». Le territoire en question comprend les anciens Pays-Bas autrichiens, la principauté de Liège ainsi que le duché de Bouillon.
Bien que la Belgique en tant qu'État reconnu indépendant n'exista pas avant 1830, le gouvernement provisoire repris ce nom, connu en latin depuis l'époque de Jules César et ayant donné le terme de Belgica Regia, puis l'éphémère confédération des États belgiques unis après à la révolution brabançonne de 1790, afin de les administrer en attendant que le Congrès de Vienne ne statue sur le sort des anciens territoires autrefois conquis par l'armée révolutionnaire française puis par Napoléon Bonaparte.
Les documents officiels de l’époque sont en français, dans lesquels il était étiqueté comme « Gouvernement général de la Belgique » ou en allemand comme « Generalgouvernement von Belgien ». En néerlandais, il est appelé « Algemeen Bestuur der Nederlanden ».

## Histoire
En janvier 1814, par ordre de la sixième coalition, représentée par la Commission centrale pour l’administration des terres reprises à la France, sous la direction du baron vom Stein, plusieurs gouvernements généraux ont été établis dans les zones reprises ou libérées. Voyant les défaites successives de Napoléon Ier à partir de la retraite de Russie, les alliés s'étaient en effet entendus au préalable quant à la manière d’organiser les territoires repris. En ce qui concerne les Pays-Bas méridionaux, la convention de Bâle signée le 12 janvier 1814, prévoit la constitution de trois gouvernements généraux : le Bas-Rhin, le Rhin-Moyen et la Belgique avec, à leur tête, un gouverneur, détenteur du pouvoir législatif, respectivement Johann August Sack, Justus von Gruner et Nicolas-Charles de Vincent. Le pouvoir judiciaire et le pouvoir exécutif restaient aux mains des alliés. Cette tripartition prend effet dès la fin février 1814, mais ne dure que jusqu’au 12 juin 1814 date de la fusion des deux gouvernements du Bas-Rhin et du Rhin-Moyen.
Dans le traité de Paris de 1814 et le congrès de Vienne qui suivit, les grandes puissances décidèrent de transférer la responsabilité des Pays-Bas méridionaux aux puissances occupantes qu'étaient le Royaume-Uni de Grande-Bretagne et d'Irlande et de la principauté souveraine des Pays-Bas unis. La commission du baron vom Stein est dissoute le 15 juin. Le gouverneur général De Vincent est remplacé par le prince Guillaume d'Orange le 1er août 1814.
Du 16 mars 1815, jusqu'à l'union complète avec les Pays-Bas du Nord par la création du Royaume uni des Pays-Bas, le 21 septembre 1815, le gouvernement était en union personnelle avec la principauté Souveraine des Pays-Bas Unis sous la Maison d'Orange-Nassau. Le Rhin-Moyen, quant à lui, ne fut pas intégré à ce nouvel état tampon, mais constitua le grand-duché de Luxembourg, territoire privé octroyé à titre personnel et héréditaire à Guillaume Ier pour compenser les pertes de ses anciennes principautés d'Orange-Nassau lors de la reformation du royaume de Prusse. Il devient donc à la fois le premier roi des Pays-Bas, ainsi que le premier grand-duc de Luxembourg.

## Rattachement aux Pays-Bas

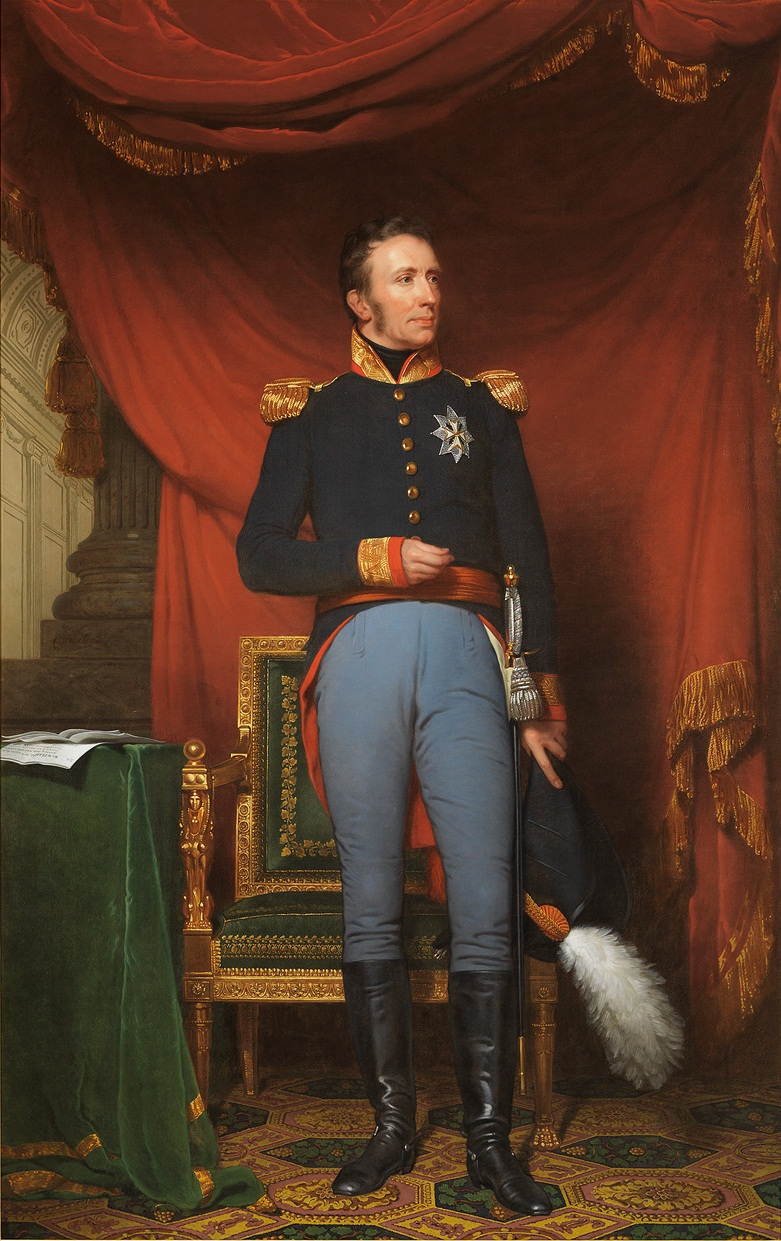
Portrait de Guillaume Ier en 1816.

Le protocole de Londres du 21 juin 1814 invitait le prince Guillaume-Frédéric à accepter le poste de gouverneur général de la Belgique et à préparer l'unification des Pays-Bas. Guillaume-Frédéric l'a accepté le 21 juillet et a annoncé le 1er août qu'il prenait la tête du gouvernement belge. Le 16 mars 1815, il assume lui-même la souveraineté. Cela a créé une union personnelle des Pays-Bas du Nord et du Sud sous la direction d'un Prince Souverain.
Après son entrée en fonction, Guillaume-Frédéric nomma le nouveau gouvernement le 12 août 1814, qui fut installé le 15 août. Il a remplacé le Conseil administratif par un Conseil secret (Geheime Raad). Les chefs des départements étaient les commissaires généraux. Ce gouvernement est dissous le 16 septembre 1815.